# Skinheads Against Racial Prejudice

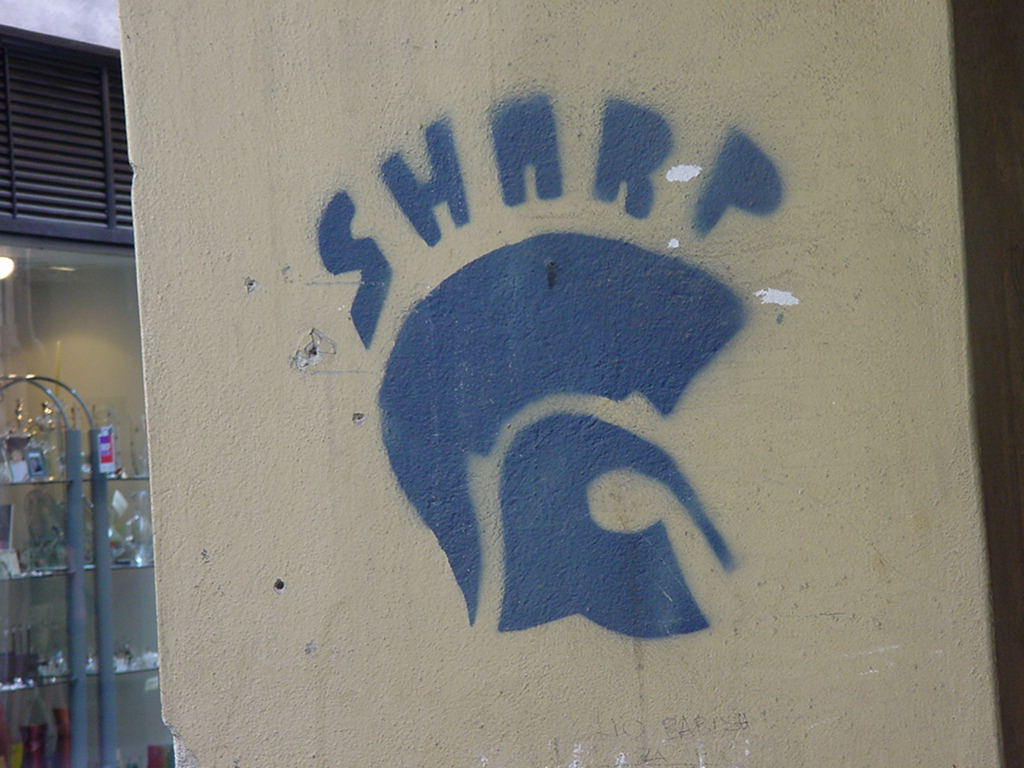
Graffiti con l'elmo troiano, simbolo della SHARP.

La SHARP (SkinHeads Against Racial Prejudice) (letteralmente in italiano: Skinhead Contro il Pregiudizio Razziale) è un movimento non gerarchizzato nato all'interno dei membri della cultura urbana skinhead in contrapposizione ai simili movimenti neonazisti e razzisti appartenenti alla stessa subcultura. L'organizzazione nacque con l'intento di contrastare l'idea preconcetta degli skin88, resa celebre dai mass-media negli anni ottanta. Gli skinhead che ne fanno parte vengono detti Sharp Skinhead o Sharpskin.
Si ritiene che la nascita di tale movimento avvenga verso la metà degli anni novanta a New York negli Stati Uniti. Presto fu esportato dapprima in Inghilterra, grazie soprattutto a Roddy Moreno della Oi! band gallese dei The Oppressed.
L'elmo troiano, il simbolo della SHARP, è ispirato infatti al logo della storica etichetta discografica britannica di musica giamaicana (ska, reggae e rocksteady) Trojan Records e fu adottato come simbolo di fedeltà al vecchio stile skinhead apolitico e antirazzista, ovvero il Trojan Skinhead. La SHARP pur utilizzando il simbolo dell'originale etichetta discografica non è riconosciuta dagli Original Skinheads, che considerano anzi gli SHARP come coloro che hanno "rubato" il loro simbolo di appartenenza.
(Roddy Moreno, fondatore della sezione britannica della SHARP)

## Basi sociopolitiche

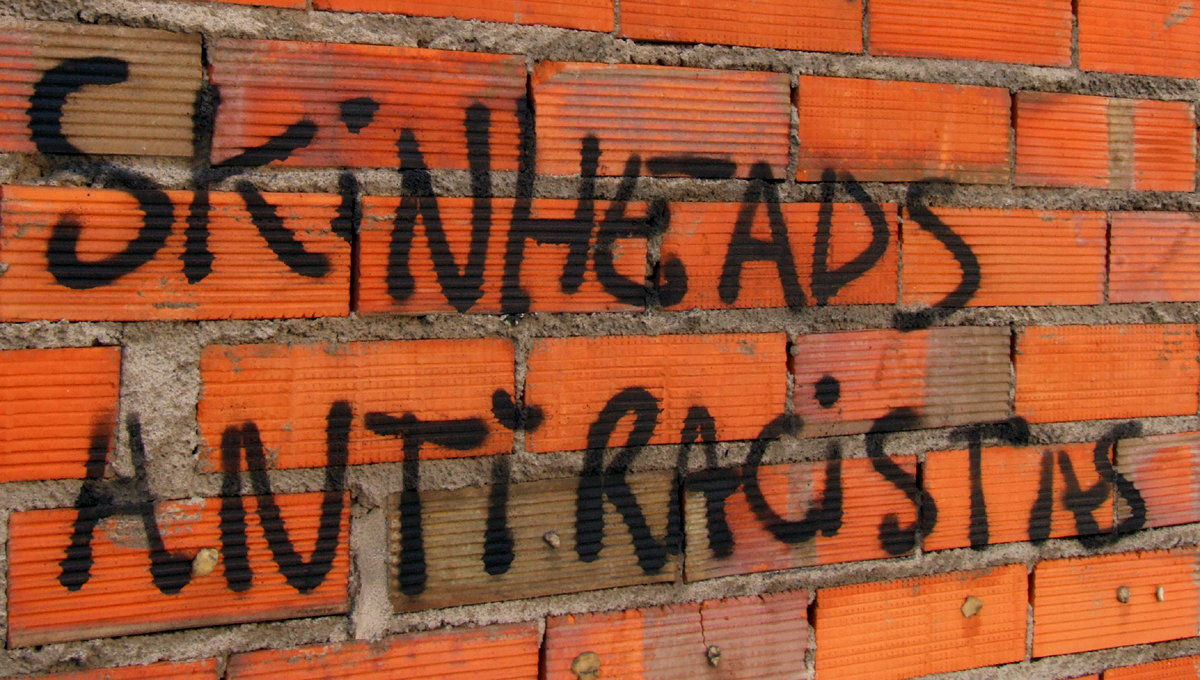
Graffiti di skinhead anti razzisti

La SHARP è un'organizzazione che riunisce gli skinheads antirazzisti e non dichiaratamente schierati politicamente, infatti, la Sharp vuole essere estranea a qualsiasi posizione politica e vorrebbe raggruppare gli skinhead fedeli alla tradizione della cultura originale. Si riconosce la nascita della sharp attorno alla metà degli anni '90, e fu fondata da uno skinhead di New York chiamato Marcus. La parte americana dell'organizzazione si proclama distante dai poli estremi della politica, dichiarandosi contro il razzismo così come contro la sinistra.
In Europa l'organizzazione è vista diversamente, in quanto molte sezioni attive nel continente, come in Italia, Spagna e Regno Unito, sono spostate a sinistra e spesso collegate con la RASH (Red and Anarchist Skin Heads).
Realmente parlare di apoliticismo non è del tutto esatto in quanto l'organizzazione racchiude skinhead di diverse idee politiche, ma rigorosamente antirazzisti. Per rendere l'idea, la sharp può includere skinhead di destra come di sinistra come apolitici nel vero senso del termine. Infatti la sharp si identifica come apolitica intendendo che l'organizzazione non si riconosce come sostenitrice di forme politiche, ma ciò non significa che gli esponenti non abbiano scelto direzioni politiche precise. Come nella tradizione degli skinhead original, la sharp nacque con l'intento di ripristinare le vecchie radici degli anni 60, dove per lo skinhead la politica era solo una scelta soggettiva e non appartenente alla subcultura stessa. In paesi in cui è sempre stata ridotta la presenza di movimenti d'opinione comunisti e anarchici, quali l'Inghilterra e gli USA, la maggior parte degli SHARP è composta semplicemente da skinhead apolitici antirazzisti, tanto che alcune prese di posizione della SHARP Usa sono state spesso anti-comuniste ma comunque sempre democratiche.